# Heterofòbia
La paraula heterofòbia pot tenir dos significats diferents depenent del context i de qui fa servir aquest mot. La paraula heterofòbia pot significar, segons el context, sentir por o tenir una hostilitat envers els altres, o bé sentir por o tenir un sentiment d'hostilitat envers l'heterosexualitat, i les persones heterosexuals.

## En psicologia
En la medicina, en particular en la psicologia es fa servir per designar la por al sexe oposat. El terme heterofòbia també fa referència a l'aversió (fòbia, del grec antic Φόϐος, fobos, ‘pànic’) obsessiva contra el sexe oposat. Segons el psiquiatre i sacerdot francès Tony Anatrella "és la por al sexe contrari, a tot allò diferent del propi sexe, a la diferència sexual, i a la diversitat".

## En sociologia
En les ciències socials, es fa servir per definir la por envers el diferent, la definició prové dels termes hetero (diferent) i fòbia (por). Des d'un punt de vista sociocultural s'assembla més a conceptes com el racisme, l'etnocentrisme i la xenofòbia, és a dir és el rebuig, l'exclusió i/o la discriminació envers qualsevol grup social minoritari. Segons Daniel Ferstein en l'article Les lògiques del racisme, la heterofòbia seria "la por, l'estranyesa, o la confusió davant l'altre, por que s'expressa com una por a allò desconegut i que forma part de la pròpia estructura de la personalitat dels subjectes socials". Ferstein contínua dient que "la heterofòbia és un procés social molt antic, el rastreig del qual ha de vincular-se més a l'exploració antropològica i psicològica dels primers conjunts humans.